# 諾氏光柱魚
諾氏光柱魚（学名：Luciosudis normani）為輻鰭魚綱仙女魚目青眼魚亞目崖蜥魚科的一種，分布於南大西洋、印度洋及西太平洋熱帶至亞熱帶海域，屬深海底棲性魚類，深度500-800公尺，體長可達20.7公分，棲息在底層水域，雌雄同體，生活習性不明。

## 擴展閱讀
維基物種上的相關：諾氏光柱魚